# Pennzoil
Pennzoil est une compagnie pétrolière américaine, filiale de Shell.